# Conair Firecat
De Conair Firecat is een totaal herziene en inwendig verbouwde marine Grumman Tracker die door de Canadese firma Conair werd aangepast voor brandbestrijding. Hiervoor werd in de ruimte die bij de marineversie in beslag werd genomen door torpedo's en apparatuur voor onderzeebootdetectie een tank aangebracht die bluswater of brandvertragende chemicaliën bevat.
Met twee vrij hoog geplaatste motoren is het toestel geschikt om vanaf korte onverharde banen te opereren. Ook zijn geschiktheid om langdurig in de lucht te blijven en zijn handelbaarheid onder lage snelheden maken het geschikt voor het bestrijden van bosbranden.
In tegenstelling tot andere toestellen als de Canadair CL-215 of Canadair CL-415 kan dit toestel alleen vanaf het land opereren; het dient dus na iedere blussing terug te keren naar zijn hydrant (aftappunt) om van een nieuwe voorraad blusmiddel te worden voorzien.

## Overzicht en registratie van de Conair Firecat Trackers
Deze voormalige marinetoestellen waren vroeger in gebruik als onderzeebootbestrijder. Daarna werden ze door de Canadese firma Conair Aviation omgebouwd tot Conair Firecat waterbommenwerpers met een 3400liter bluscapaciteit. De bemanning bestaat uit 1 vlieger en 1 brandwacht waarnemer.
Ze kwamen bij de Avions de la Securité Civile (ASC) in dienst vanaf 1982. Vanaf 1988 werden de nieuw geleverde toestellen voorzien van turboprops en omgebouwd tot Turbo Firecat (of Turbo-Tracker). Alle bestaande toestellen werden van 1989 tot 1995 eveneens voorzien van turboprops.
Conair Firecat Trackers
- T1-008 F-ZBAZ aanvang dienst 1982, conversie turbofirecat 1995
- T2-009 F-ZBAU 1982, uit dienst 2006
- T3-010 F-ZBAT 1982, verongelukt boven Corsica 09-1990
- T4-013 F-ZBEG 1983, verongelukt Bouches du Rhône 06-1989
- T5-014 F-ZBEH 1983, uit dienst 1989
- T6-015 F-ZBEI 1983, verongelukt 08-1985
- T7-017 F-ZBEY 1984, conversie turbofirecat 1996
- T8-018 F-ZBEZ 1984, verongelukt Rhône 06-1987
- T9-021 F-ZBEX 1985, conversie turbofirecat 1996
- T10-024 F-ZBBL 1986, conversie turbofirecat 1990
- T11-025 F-ZBEW 1987, conversie turbofirecat 1993
- T12-026 F-ZBDA 1987, conversie turbofirecat 1991
- T14-027 F-ZBAA 1987, conversie turbofirecat 1993
- T15-028 F-ZBET 1987, conversie turbofirecat 1989
- T16-020 F-ZWVK 1988, verongelukt boven Corsica 08-1996
- T17-032 F-ZBFE 1989, verongelukt Ardèche 08-2005
- T18-033 F-ZBFI 1990
- T19-034 F-ZBBL 1990, verongelukt Var 07-2005
- T20-035 F-ZBEH 1991
- T21-036 F-ZBDA 1991
- T22-037 F-ZBAA 1991
- T23-038 F-ZBMA 1992
- T24-039 F-ZBCA 1996

## Blusmiddel of brandvertrager
Als blusmiddel wordt gewoon zoet of zout water gebruikt. Het is echter ook mogelijk om brandvertragende chemicaliën te gebruiken; hiervoor gebruikte men vroeger een borax-zoutoplossing, die echter de bodem onvruchtbaar maakte en giftig was voor mens en dier.
Nieuwere blus of brandvertragende chemicaliën zijn ammoniumsulfaat of ammoniumpolyfosfaat waaraan eventueel verdikkende middelen zijn toegevoegd. Deze stoffen zijn niet alleen minder giftig maar werken na de brand als kunstmest voor de vegetatie.
De nieuwere brandvertragers, zoals Firetrol en Phoscheck, zijn roodgekleurd middels toegevoegde ferro-oxide om het gebied te markeren waar het is ingezet.